# くまだかなえ
くまだ かなえ（熊田 佳奈絵、1996年2月14日 - ）は日本の女性アイドル。

## 来歴
1996年2月14日生まれ、埼玉県出身。中国・スペイン・フィリピンのハーフ。
15歳で1番最初の事務所（BAROQUE WORKS）に所属、16歳から熊田 佳奈絵名義で、アイドル活動スタート。
非公式伊東市観光大使アイドル「トロピカルガーデン伊東」(TG110)で、2012年2月からニコ生中心に活動。
2012年8月結成の非公式サッカー応援アイドル「winning grils」では、都内のライブハウスを中心に活動。ライブハウスの都合で出演者が足りず、メンバーみんなでソロ出演する事になる。そこからグループと並行してソロライブ活動をするようになる。
メンバー内から選抜され、1人で沖縄のサッカースタジアムでライブ出演。約2年間のグループ活動終了後もソロ活動を継続。「初恋サイダー」の歌唱で知られた。
ソロ活動約2年で終了。(なのにこの時代の印象が一生強い)
約2年間、コンカフェ、神社の巫女、原宿のキャンディー屋さんでのフリーター生活をする。
2018年3月に「フリカケ≠パニック」（2期）にむらさきいろ担当で加入したが、コロナ禍によって約2年で終了。その後約1年間、チェキ会や撮影会でオタクと交流。
2022年5月から「IZANAGI」ベイビースカイブルー担当として約2年半活動。その間に「劇場版ゴキゲン帝国-諸行無常-」の兼任期間あり。
現在は気分でコンカフェにゲスト出勤する。
現在は占い師

## 出演

### テレビ
- テレビ朝日　『全力坂』（2013年5月9日） - 	久七坂
- テレビ愛知『アイドル界隈』
- テレビ愛知『美女のミニ感』
- AbemaTV『ぜにいたち』#63：最恐の悪霊出現！アイドルに憑依…&アイツがまた暴走！クイズ国崎（2023年3月13日）

### 映画
- 映画『テレビでは流せない芸能界の怖い話』（2014年）
- 映画『私の恐怖体験』
- 短編映画『サルビア』
- 映画『ハルカ』、主題歌担当

### WEBドラマ
- WEBドラマ『中外製薬医療WEBドラマ』

### ライブ動画
- 「私のなにがksgkなの?」（ニコニコ生放送、2014年）

### MV
- 戸松遥 『PACHI PACHI PARTY』
- 宇宙人『もっともっと・イン・ザ・ルーム』

### CM
- NIKE Japan 『”Seven Years"』篇
- au CM広告『スマートパスがやってくる』編

### 雑誌
- 『Popteen』

## ディスコグラフィ
EP
- 全力全開GIRL（2014年8月30日、ABNOMAL RECORD）

1. 全力全開GIRL
2. くそがきプリンセス
3. 全力全開GIRL（Instrumentai）
4. くそがきプリンセス（Instrumentai）

- キモオタのうた - 作詞

大石理乃（tasotokyoガールズ）に提供。後にセルフカバー。